# Fillinges
Fillinges (Aussprache [fiˈlɛ̃ʒ]) ist eine französische Gemeinde mit 3550 Einwohnern (Stand: 1. Januar 2022) im Département Haute-Savoie in der Region Auvergne-Rhône-Alpes. Sie gehört zum Arrondissement Bonneville und ist Mitglied im Gemeindeverband Les Quatre Rivières. Die Einwohner werden Fillingeois und Fillingeoises genannt.

## Geographie
Fillinges liegt auf 557 m, etwa 16 Kilometer ostsüdöstlich der Stadt Genf (Luftlinie). Das Dorf erstreckt sich im westlichen Faucigny, auf einem Plateau, das von den Flüssen Menoge und Foron eingefasst wird, am östlichen Rand des Arvetals, südlich des Bergkamms von Les Voirons.
Die Fläche des 11,67 km² großen Gemeindegebiets umfasst einen Abschnitt des Faucigny. Der zentrale Teil des Gebietes wird vom Plateau von Fillinges eingenommen, das im Norden von der Menoge, im Süden vom Foron begrenzt wird. Die Täler beider Flüsse, die sich am westlichen Rand des Gemeindegebietes vereinigen, sind rund 30 m in die Umgebung eingetieft. Nach Südwesten reicht das Gemeindeareal ins Arvetal. Nördlich der Menoge erstreckt sich das Gebiet über die bewaldeten Hänge von Les Voirons bis zur Kapelle unterhalb des Gipfels Le Pralère. Hier wird mit 1303 m die höchste Erhebung von Fillinges erreicht. Im Osten reicht der Gemeindebann bis an den Fuß des Mont de Vouan.
Zu Fillinges gehören neben dem eigentlichen Zentrum verschiedene Weilersiedlungen, darunter:
- Zonzier (533 m) auf dem Plateau zwischen den Tälern von Arve und Foron
- Couvette (520 m) am Foron
- La Plaine (540 m) auf dem Plateau zwischen den Tälern von Foron und Menoge
- Arpigny (560 m) am Fuß des Höhenrückens von Marcellaz
- Bonnaz (585 m) auf dem Plateau südlich des Foron
- Le Pont de Fillinges (555 m) am Straßenkreuz zwischen zwei Brücken über die Menoge und den Foron
- Chez les Bourguignons (600 m) am Westfuß des Mont de Vouan
- Juffly (682 m) am Südhang von Les Voirons
- Chez Radlet (690 m) am Eingang in das Vallée Verte
- Chez Pilloux (740 m) am Südabhang von Les Voirons
- Mijouet (659 m) am Eingang in das Vallée Verte

Nachbargemeinden von Fillinges sind Lucinges und Saint-André-de-Boëge im Norden, Viuz-en-Sallaz und Marcellaz im Osten, Ayse und Contamine-sur-Arve im Süden sowie Nangy und Bonne im Westen.

## Geschichte
Das Gemeindegebiet von Fillinges war bereits während des Neolithikums und während der Römerzeit besiedelt. Die erste urkundliche Erwähnung des Ortes erfolgte 1012 unter dem Namen Filennio. Später erschienen die Bezeichnungen Fillingiaco, Fillingio (1039), Filinco (1119) und Filingium (1196). Der Ortsname geht auf den burgundischen Personennamen Filo (Kurzform von Filibertus) zurück und bedeutet so viel wie bei den Leuten des Filo.
Im Mittelalter gehörte Fillinges zum Gebiet der Herrschaft Faucigny. Als Teil der Dauphiné gelangte der Ort 1349 an Frankreich, wurde aber im Vertrag von Paris 1355 in einem Länderabtausch an die Grafen von Savoyen abgegeben. Danach teilte Fillinges das Schicksal Savoyens.

## Sehenswürdigkeiten
Die Dorfkirche mit einer hohen Turmspitze wurde im Stil der Neugotik errichtet.

## Bevölkerung
| Jahr                       | 1962 | 1968 | 1975 | 1982 | 1990 | 1999 | 2006 |
| Einwohner                  | 1054 | 1133 | 1508 | 1619 | 2005 | 2441 | 2893 |
| Quellen: Cassini und INSEE |      |      |      |      |      |      |      |

Mit 3.550 Einwohnern (1. Januar 2022) gehört Fillinges zu den mittelgroßen Gemeinden des Département Haute-Savoie. Seit Beginn der 1960er Jahre wurde ein kontinuierliches starkes Bevölkerungswachstum verzeichnet. Außerhalb des alten Dorfkerns und am Südhang von Les Voirons entstanden zahlreiche Einfamilienhausquartiere.

## Wirtschaft und Infrastruktur
Fillinges war bis weit ins 20. Jahrhundert hinein ein vorwiegend durch die Landwirtschaft geprägtes Dorf. Heute gibt es verschiedene Betriebe des lokalen Klein- und Mittelgewerbes sowie Bau- und Handelsfirmen. In der Nähe des Autobahnanschlusses entstand ein größeres Gewerbegebiet. Zahlreiche Erwerbstätige sind Wegpendler, die in den größeren Ortschaften der Umgebung, vor allem im Raum Genf-Annemasse, ihrer Arbeit nachgehen.
Die Ortschaft liegt abseits der größeren Durchgangsstraßen, ist aber trotzdem gut erschlossen. Der nächste Anschluss an die Autobahn A40 befindet sich in einer Entfernung von rund 4 km. Bei Le Pont de Fillinges kreuzen sich die Straßen von Annemasse nach Taninges und vom Arvetal über den Col de Cou nach Thonon-les-Bains.